# 陈谦平
陈谦平（1955年2月—），男，籍贯江苏江都，生于江苏南京，中国历史学家。

## 生平
1977年考入南京大学历史系，毕业后留校任教。2002年获历史学博士学位。后任南京大学历史系教授、系主任。

## 学术活动
1989至1990年、1992年、1996至1997年和2004年至2005年先后赴德国柏林洪堡大学亚洲系、英国剑桥大学东方学院、美国哈佛大学费正清东亚研究中心和格林乃尔学院历史系、韩国高丽大学历史系进修或合作研究。2002年11月应邀赴台湾中央大学讲学1个月，2006年3月应邀赴日本中央大学讲学15天，2007年10月至11月赴中央研究院近代史研究所访问30天、2009年9月赴美国史丹福大学胡佛研究院访问研究一个月。此外，曾多次赴英国、德国、加拿大、日本以及台湾、香港等地参加国际学术会议和研究访问。

## 著作
主要著作有：
- 《抗战前后之中英西藏交涉（1935-1947）》（三联书店2003年9月）
- 《1943年中英关于西藏问题的交涉》（《历史研究》1996年第4期）
- 《论‘紫石英’号事件》（《南京大学学报》1998年第2期）

其中《抗战前后之中英西藏交涉（1935-1947）》是其博士学位论文，获全国百篇优秀博士学位论文。该书对民国时期中英两国关于西藏问题的交涉进行了史实重建和深入分析，尤其是详细梳理了英印政府侵占达旺、山南等地区的来龙去脉，填补了前人研究的空白，是研究当代西藏问题和中印边境问题的必读参考资料。